# Teatr Nowości w Warszawie

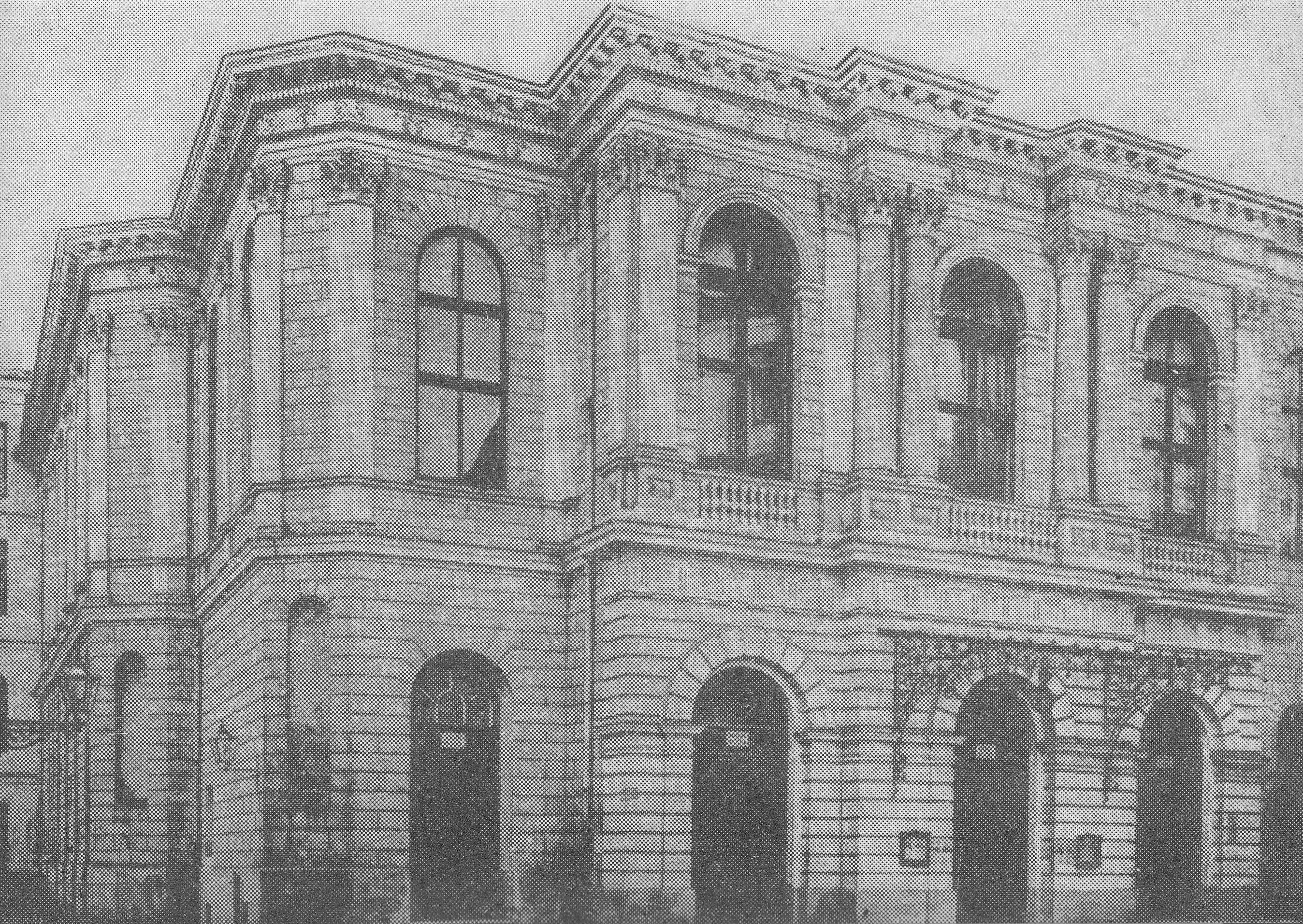
Budynek Teatru Nowości

Teatr Nowości – teatr w Warszawie, zbudowany w 1901 przy ul. Hipotecznej dla zespołu operetki i farsy Warszawskich Teatrów Rządowych.

## Opis
Występował w nim zespół dawnego Teatru Małego. Sala mieściła 1300 widzów. Dyrektorem teatru był Ludwik Śliwiński.
W lipcu 1921 zespół został rozwiązany. Teatr działał w dawnym Teatrze Marywil przy ul. Bielańskiej pod zarządem Towarzystwa Teatrów Stołecznych. W późniejszym okresie następowały liczne przerwy w działalności i związane z tym zmiany dyrekcji i nazwy: Stołeczna Operetka, Teatr Messal-Niewiarowskiej, Orfeum. Teatr został zamknięty w 1932.